# Jens Kolding

Jens Kolding (12. juli 1952) er en dansk, tidligere professionel fodboldspiller/angriber, der spillede for B93 og Brøndby i Danmark, og siden blev solgt til den hollandske klub Roda JC. Her spillede han i årene 1976-1980 85 kampe (på fire sæsoner) for klubben og scorede i alt fjorten mål. Han har spillet seks kampe for det danske landshold uden at score. Han spillede desuden tidligere for de danske U21- og U19-landshold og scorede her i alt fem gange.

## Kampe og mål for Roda JC
| Sæson   | Kampe | Mål |
| ------- | ----- | --- |
| 1976/77 | 27    | 4   |
| 1977/78 | 28    | 6   |
| 1978/79 | 10    | 0   |
| 1979/80 | 20    | 4   |

## Eksterne links
- (engelsk) Profil på World Football
- (dansk) Det Danske Landshold fra 1908 til nu